# モラクセラ・プルラニマリウム
モラクセラ・プルラニマリウム（Moraxella pluranimalium）はプロテオバクテリア門ガンマプロテオバクテリア綱シュードモナス目モラクセラ科モラクセラ属の種の一つであり、グラム陰性、好気性、カタラーゼおよびオキシダーゼ陽性の非胞子形成性の真正細菌である。ブタの鼻甲介から分離された。